# زهرة الحبلى الحمراء
زهرة الحبلى الحمراء (الاسم العلمي:Enkianthus ruber) هي نوع من النباتات تتبع جنس زهرة الحبلى من الفصيلة الخلنجية.